# Family Guy: The Quest for Stuff
Family Guy: The Quest for Stuff é um jogo freemium para Android, Kindle Fire, iOS, Windows Phone 8, Windows 8.1 e Adobe Flash. Baseado na série de televisão animada estadunidense Family Guy, o jogo foi lançado pela Fox Digital Entertainment e desenvolvido pela TinyCo. Ele permite aos usuários criar e executar sua própria versão de Quahog usando personagens e edifícios conhecidos da série. 
O jogo apresenta uma história original concebida pelos escritores da série em que Quahog foi destruída e cabe ao jogador trazer de volta à sua antiga glória. Alguns dos principais atores da série, como Seth MacFarlane (Peter, Stewie, Brian), Alex Borstein (Lois), Mila Kunis (Meg) e Seth Green (Chris) colaboraram com o projeto da TinyCo.

## História
Family Guy é cancelada novamente e a Fox organiza uma assembleia com os cidadãos de Quahog para explicar o motivo. O responsável pelo cancelamento é a galinha gigante Ernie, então Peter o desafia para uma luta, que resulta na destruição em massa da cidade. O jogo se inicia após a batalha, cabendo ao jogador ajudar Peter à restaurar Quahog e reuni-lo com seus amigos e familiares.

## Jogabilidade
Os jogadores orientam o elenco de Family Guy na reconstrução da cidade de Quahog. O jogo inclui missões para o jogador completar, por exemplo: como ajudar Petera se tornar um pirata, ajudando Quagmire a encontrar o Gold Digger Island e o prefeito Adam West a sobreviver de uma corrida da cidade dos touros. Os jogadores podem comprar bens digitais opcionais para acelerar, decorar, ou diferenciar o jogo. Enquanto os jogadores continuam, sua Quahog personalizada cresce com caracteres adicionais, lugares e situações do universo Family Guy. O jogo também apresenta o FaceSpace, uma rede social dentro do próprio semelhante ao Facebook, onde os personagens do jogo podem interagir após novas conquistas e avanço de níveis. Os jogadores também podem visitar Quahogs personalizadas de seus amigos.

## Produção
O jogo foi desenvolvido pela TinyCo e publicado pela Fox Digital Entertainment e foi lançado nas logas iOS App Store e Google Play nas maior parte dos países em 10 de abril de 2014. O jogo foi escrito pelos escritores da série Family Guy, as vozes foram fornecidas pelos dubladores da série e as páginas dos caracteres para o FaceSpace do jogo foram todas criadas especificamente para o jogo com um conteúdo original relacionado a missões do jogo.

## Recepção
Family Guy: The Quest for Stuff recebeu críticas mistas por parte da crítica especializada. Muitos elogiaram suas semelhanças com a aparência e vídeo diálogo da série Family Guy, mas reclamaram por requerer muito tempo para completar as missões, o elevado preço dos bens digitais e a repetição do texto dos diálogos.